# 2043年4月9日日食
2043年4月9日日食为一次在协调世界时2043年4月9日（俄罗斯东部地区为4月10日）出現的一次日全食。該次日食食分為1.0095。

## 概述

此次日全食過程中月影在地表移動的動畫

這次日食的食分是1.0095。

## 基本參數
- 類型：日全食
- 食最大地點資料：
  - 日期：2043年4月9日
  - 時間：18:57:49
  - 地點：61.3°N 152°E
  - 食分：1.0095

## 外部連結
- NASA未來日食資料（页面存档备份，存于）
- 可見區域圖和時間統計：由弗雷德·埃斯佩纳克做出的日食預報，NASA/GSFC
  - Google互動地圖呈現的日食範圍
  - 貝塞爾元素

| \| \| 日食 \|                              |                             |                                           |
| 上一次日食： 2042年10月14日日食 （日環食） | 2043年4月9日日食 （日全食） | 下一次日食： 2043年10月3日日食 （日環食） |
| 上一次日全食： 2042年4月20日日食           | 2043年4月9日日食 （日全食） | 下一次日全食： 2044年8月23日日食          |
|                                            | 日食                        |                                           |